# Jüdischer Friedhof Marchegg

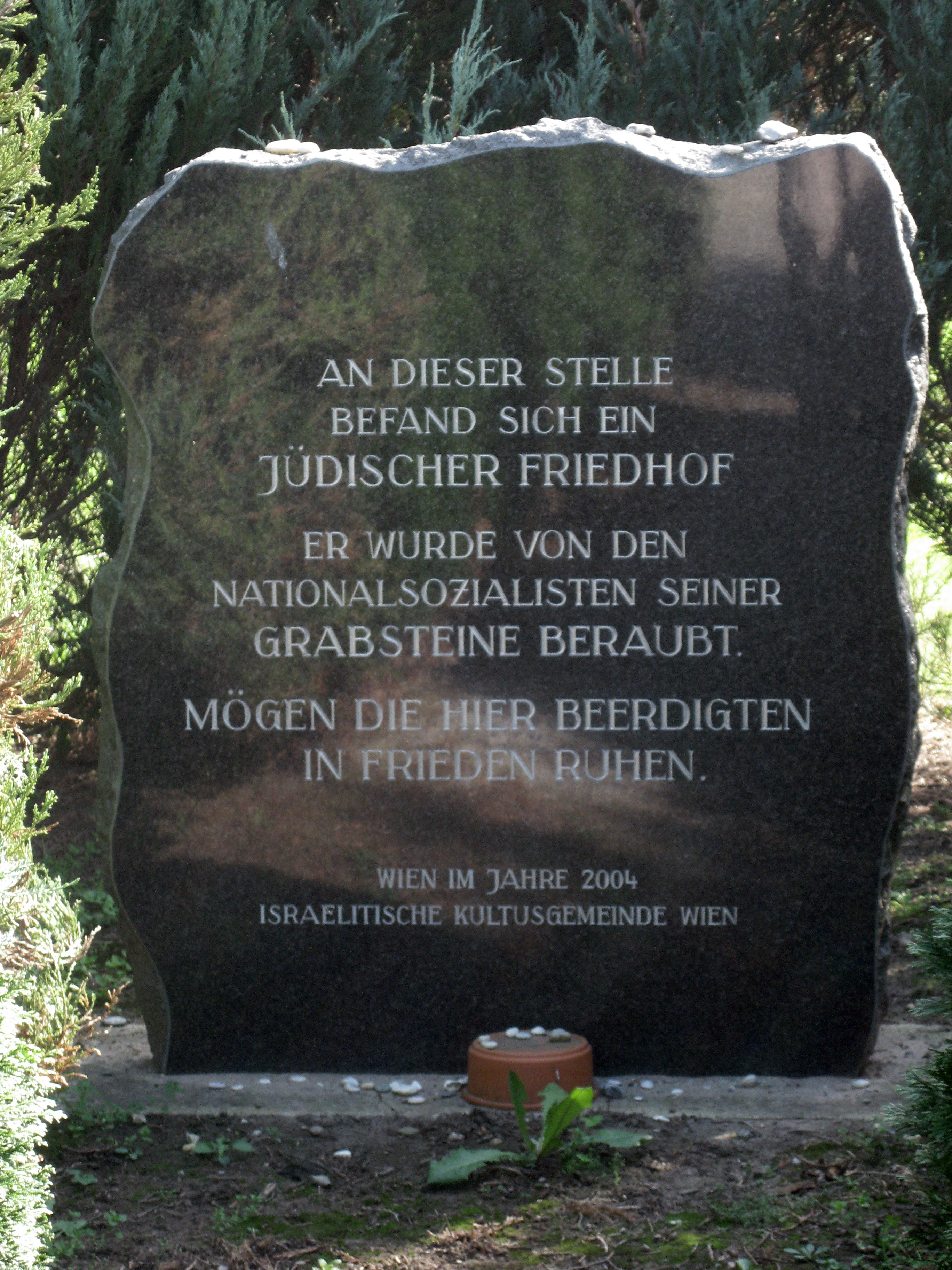
Gedenkstein auf dem jüdischen Friedhof in Marchegg (2011)

Der Jüdische Friedhof Marchegg befindet sich in der Stadtgemeinde Marchegg im Bezirk Gänserndorf in Niederösterreich. Der 203 m² große jüdische Friedhof liegt an der Friedhofgasse 12. Unweit östlich fließt die March und verläuft die Staatsgrenze zur Slowakei.

## Geschichte
Der jüdische Friedhof wurde spätestens 1887 als Abteilung des Stadtfriedhofs geschaffen. Im Jahr 1938 wurde das Areal planiert, die Grabsteine wurden entwendet, der letzte wurde 1958 entfernt. Im Jahr 2004 wurde beim unteren Ausgang ein Gedenkstein errichtet.